# Nazionale maschile di pallacanestro della Slovacchia
La nazionale maschile di pallacanestro della Slovacchia (Slovenské národné basketbalové družstvo mužov) rappresenta la Slovacchia nelle competizioni internazionali maschili di pallacanestro organizzate dalla FIBA. È gestita dalla Federazione cestistica della Slovacchia.

## Storia

### Nazionale cecoslovacca (1932-1992)
Nel periodo compreso fra il 1932 ed il 1992, ha fatto parte della Cecoslovacchia.

### Nazionale slovacca (dal 1993)
Dal 1993, anno della sua affiliazione alla FIBA, non è mai riuscita a qualificarsi a nessuna fase finale delle massime rassegne internazionali.

## Nazionali giovanili
- Selezioni giovanili della nazionale di pallacanestro della Slovacchia